# Bulweria
Bulweria és un gènere d'ocells marins de la família dels procel·làrids. Són coneguts com a petrells, nom que comparteixen amb els membres d'altres gèneres de la seva família.

## Llistat d'espècies
Se n'han descrit dues espècies vives dins aquest gènere.
- Petrell de Bulwer (Bulweria bulwerii).
- Petrell de Jouanin (Bulweria fallax).

Una espècie endèmica de l'Illa de Santa Helena, el petrell petit de Santa Helena (Bulweria bifax), es va extingir al segle xvi.